# Achim Bender
Achim Bender (* 10. Mai 1948 in Schweinfurt) ist ein deutscher Jurist.
Achim Bender begann nach dem Studium der Rechtswissenschaften in Tübingen und München seine juristische Tätigkeit als Richter am Landgericht Passau und am Amtsgericht Freyung, anschließend als Staatsanwalt in Passau und bei dem Landgericht München II.
In der Folge war er als Richter am Landgericht München II tätig. Später wechselte er an das Bundespatentgericht, bei dem er im Juli 1992 zum Richter am Bundespatentgericht ernannt und von dem aus er 1995 als wissenschaftlicher Mitarbeiter an den Bundesgerichtshof abgeordnet wurde, bei dem er dem X. Zivilsenat zugeteilt war. 1997 erfolgte seine Abordnung an das Harmonisierungsamt für den Binnenmarkt der EU in Alicante, dessen Beschwerdekammern er bis 2007 angehörte. Nach seiner Rückkehr an das Bundespatentgericht war er als Richter in dessen Markensenaten tätig, zuletzt als Vorsitzender des 33. Senats, eines Markensenats. Seit seinem Eintritt in den Ruhestand ist er als Rechtsanwalt in München, vor allem auf dem Gebiet des Markenrechts, tätig. Bender ist Mitglied des Fachausschusses für Wettbewerbs- und Markenrecht der Deutschen Vereinigung für gewerblichen Rechtsschutz und Urheberrecht e.V.
Während seiner Tätigkeit in der Justiz war er gewerkschaftlich und politisch engagiert, u. a. als stellvertretender Vorsitzender des Bezirksrichterrats des Oberlandesgerichtsbezirks München und 1994 als Bundestagskandidat im Münchner Süden für die SPD.
In der Zeit seiner Beschäftigung mit dem europäischen und nationalen Markenrecht war Achim Bender als Dozent an zahlreichen Universitäten im In- und Ausland tätig, so z. B. als Lehrbeauftragter der Heinrich-Heine-Universität in Düsseldorf sowie als Dozent an der Universität St. Gallen und der Technischen Universität Dresden. Außerdem hielt er zahlreiche wissenschaftliche Vorträge auf Fachveranstaltungen.
Achim Bender ist verheiratet mit der spanischen Philosophieprofessorin Maria Dolores Ortiz Diez. Aus der Ehe gingen zwei Kinder hervor. 

## Veröffentlichungen (Auswahl)
Bender ist als Autor, Mitautor und Herausgeber zahlreicher Veröffentlichungen, vor allem im Bereich des Markenrechts, hervorgetreten. Zu nennen sind vor allem:
- Unionsmarke. 6. Auflage. Carl Heymanns Verlag, Hürth 2025, ISBN 978-3-452-30454-4.
- Markenentscheidungen BPatG, HABM, BGH, EuG und EuGH. PAVIS PROMA, Starnberg, seit 1999. (Mitherausgeber und Co-Autor)

- Friedrich L. Ekey, Achim Bender, Georg Fuchs-Wissemann: Markenrecht, Kommentar. (= Heidelberger Kommentar zum Markenrecht). 4. Auflage. C.F. Müller Verlag, Heidelberg 2020, ISBN 978-3-8114-5810-9. (Mitherausgeber und Co-Autor)
- Horst-Peter Götting, Justus Meyer, Ulf Vormbrock (Hrsg.): Gewerblicher Rechtsschutz und Urheberrecht – Praxishandbuch. 2. Auflage. Nomos Verlag, Baden-Baden 2020, ISBN 978-3-8487-5924-8. (Co-Autor)
- Karl-Heinz Fezer: Handbuch der Markenpraxis. 3. Auflage. C. H. Beck Verlag, München 2016, ISBN 978-3-406-67291-0. (Co-Autor)
- Achim Bender, Klaus Schülke, Volker Winterfeldt (Hrsg.): 50 Jahre Bundespatentgericht, Festschrift zum 50-jährigen Bestehen des Bundespatentgerichts am 1. Juli 2011. Carl Heymanns Verlag, Köln 2011, ISBN 978-3-452-27526-4.
- Europäisches Markenrecht. (= Heymanns Einführungen zum gewerblichen Rechtsschutz). Carl Heymanns Verlag, Köln 2008, ISBN 978-3-452-26752-8.